# Louis Dumont
Louis Dumont, född 1911 i Saloniki, död 1998, var en fransk antropolog.
Dumont undervisade vid universitetet i Oxford under många år, men kom att arbeta sedan 1955 i Frankrike. Även om han efter 1950-talet skrivit många böcker om Indien, liksom om sociologiska och antropologiska frågor i allmänhet, har hans inflytande inom antropologin varit särskilt stort sedan början av 1980-talet. Hans centrala idé, som utvecklats utifrån klassisk antropologi (särskilt Durkheim och Tönnies), bygger på föreställningen att samhällen är integrerade helheter och därför kvalitativt möjliga att skilja från summan av sina beståndsdelar. I sin berömda analys av Indiens kastsystem (Homo Hierarchicus, utkommen första gången 1968), hävdar således Dumont att detta system har en inneboende logik som är unik för det hinduiska kulturella systemet. 
Dumont kritiserar i Essai sur l'individualisme (1983) den moderna socialantropologin för försummelse av fundamentala skillnader mellan samhällen, och för att ta för givet att en egalitär, individualistisk livssyn är något universellt. Ett av Dumonts viktigaste bidrag till antropologisk teori är hans framställning av värdehierarkier. Han hävdar att varje samhälle är integrerat enligt vissa värden som kommer till uttryck på många nivåer, och att den del sådana värden är bestämmande för - genom att omfatta - andra värden på lägre nivåer. Det europeiska samhällets högsta värde är, enligt Dumont, det individualistiska. Sådana vittomfattande värden ses som mer fundamentala än, och bästämmande för, andra värden i samhället - värden som inte desto mindre mycket väl kan stå i motsättning till dem som de omfattas av.